# Brachyleptus notativentris
Brachyleptus notativentris is een keversoort uit de familie bastaardglanskevers (Kateretidae). De wetenschappelijke naam van de soort werd in 1901 gepubliceerd door Edmund Reitter.